# Framée
Pour les articles homonymes, voir Framée (homonymie).
La framée était la lance traditionnelle utilisée au Haut Moyen Âge par les guerriers francs. Elle avait la forme d'une longue javeline. Le nom tel qu'employé par Grégoire de Tours peut aussi avoir désigné différents types d'armes (‘glaive aigu d’une part, et d’autre espée. selon le glossaire de Johannes de Janua).

## Histoire
La framée présente beaucoup de traits communs avec l'angon des Francs. Mais elle paraît avoir été assez différente du ger des autres peuples germains. Tacite la décrit comme une lance (lat. hasta) relativement légère, au point qu'on l'utilisait le plus souvent comme arme de jet. L'historien latin a pris la peine de reproduire le mot employé par les Germains pour désigner cette arme (framea). Les épées et les lances n'étaient portées que par les hommes des couches aisées, étant donné le coût des objets en fer. Cette remarque correspond à la fréquence de cette arme dans les sépultures de guerrier, comparée aux autres armes. Plus significative encore est la remarque de Tacite, selon laquelle la framée était utilisée aussi bien comme arme de jet que comme arme de corps à corps : en témoignent les hampes de lances dont le bois a été préservé dans les tourbières nordiques, avec leur poignée.

## Description

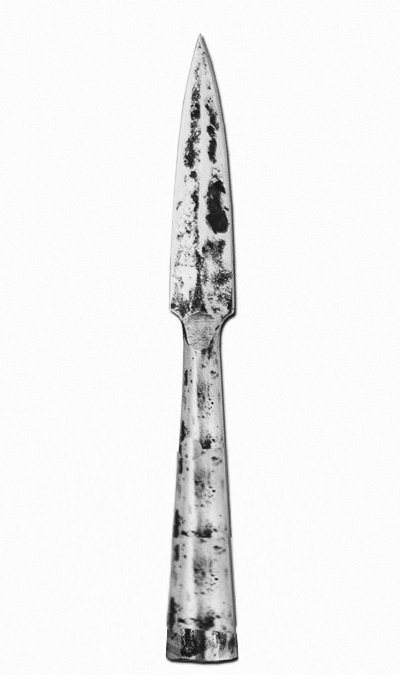
Réplique d'une pointe de framée germanique datant du I au V.

Lorsqu'il s'agit de lance, celle-ci est munie d'une pointe en fer en forme de laurier aigu, montée sur une hampe. Lance de taille plutôt courte (environ 1 mètre 80), elle servait en tant qu'arme de jet ou d'estoc. La pointe en était très longue.
Lorsque la lance est moins fréquemment équipée de crochets, elle est alors appelée angon.